# Michael Sheard
Michael Sheard (Aberdeen, 18 de junho de 1938 – Ilha de Wight, 31 de agosto de 2005) era um ator escocês que caracterizou um grande número de séries e filmes.
O papel mais marcante foi ser de interpretar o ditador Adolf Hitler numa cena cômica de Indiana Jones e a Última Cruzada quando o herói Indiana Jones esbarra com o ditador nazista e este numa cena hilária dá um autógrafo.
Sheard nasceu em Aberdeen, Escócia; filho de um ministro da igreja, e foi treinado na academia real da arte dramática em Londres. Durante seu serviço nacional, Sheard serviu na Royal Air Force.

## Filmografia
- Crossroads (1964) (TV)
- The McKenzie Break (1970)
- Fall of Eagles (1974) (TV)
- Lillie (1978) (TV)
- Force 10 from Navarone (1978)
- Les Misérables (1978) (TV)
- Escape to Athena (1979)
- Caught on a Train (1980)
- Take the High Road (1980) (TV)
- Star Wars: Episode V - The Empire Strikes Back (1980)
- The Bunker (1981) (TV)
- Raiders of the Lost Ark (1981)
- The Invisible Man (1984) (TV)
- Grange Hill (1978) (1985–1989) (TV)
- Indiana Jones and the Last Crusade (1989) (sem créditos)
- Coronation Street (1960) (1989) (TV)